# Jinqueshan
Jinqueshan (kinesiska: 金雀山街道, 金雀山) är en socken i Kina. Den ligger i provinsen Shandong, i den östra delen av landet, omkring 220 kilometer sydost om provinshuvudstaden Jinan.
Genomsnittlig årsnederbörd är 1 023 millimeter. Den regnigaste månaden är juli, med i genomsnitt 314 mm nederbörd, och den torraste är januari, med 8 mm nederbörd.